# Renat
Renat je moško osebno ime.

## Izvor imena
Ime Renat je različiča imen Renato oziroma Renata.

## Pogostost imena
Po podatkih Statističnega urada Republike Slovenije je bilo na dan 31. decembra 2007 v Sloveniji število moških oseb z imenom Renat: 7.

## Osebni praznik
Osebe z imenom Renat lahko godujejo takrat kot osebe z imenom Ranato oziroma renata.